# Stimmkreis Ebersberg
Der Stimmkreis Ebersberg (Stimmkreis 114) ist ein Stimmkreis in Oberbayern. Er umfasst den Landkreis Ebersberg.

## Landtagswahl 2023
Zur Landtagswahl 2023 traten folgende Parteien und Direktkandidaten im Stimmkreis Ebersberg an und erzielten folgende Ergebnisse:
| Nr. | Direktkandidat       | Partei           | Erststimmen in % | Gesamtstimmen in % | Veränderung der Gesamtstimmen im Vergleich zur Landtagswahl 2018 in % |
| --- | -------------------- | ---------------- | ---------------- | ------------------ | --------------------------------------------------------------------- |
| 1   | Thomas Huber         | CSU              | 38,3             | 38,1               | + 2,1                                                                 |
| 2   | Thomas Sarnowski     | GRÜNE            | 17,2             | 17,9               | - 3,8                                                                 |
| 3   | Maria Hörtrich       | Freie Wähler     | 12,5             | 12,9               | + 4,1                                                                 |
| 4   | Rainer Forster       | AfD              | 9,7              | 9,9                | + 2,6                                                                 |
| 5   | Doris Rauscher       | SPD              | 11,1             | 9,6                | + 1,0                                                                 |
| 6   | Marc Salih           | FDP              | 4,0              | 4,2                | - 2,5                                                                 |
| 7   | Tobias Boegelein     | LINKE            | 1,1              | 1,1                | - 1,5                                                                 |
| 8   | Robert Böhnlein      | BP               | 1,2              | 1,1                | - 1,4                                                                 |
| 9   | Charlotte Schmid     | ÖDP              | 1,5              | 1,5                | - 0,2                                                                 |
| 10  | Andreas Burget       | Die PARTEI       | 0,8              | 0,8                | + 0,8                                                                 |
| 11  | Stephan Schwolow     | Tierschutzpartei | 1,0              | 1,1                | + 0,7                                                                 |
| 12  | Harald Matzke        | V-Partei³        | 0,2              | 0,2                | - 0,1                                                                 |
| 13  | -                    | PdH              | -                | 0,1                | + 0,1                                                                 |
| 14  | Johanna Wassylischin | dieBasis         | 0,8              | 0,8                | + 0,8                                                                 |
| 15  | Peter Scharf         | Volt             | 0,7              | 0,7                | + 0,7                                                                 |

## Landtagswahl 2018
Im Stimmkreis waren insgesamt 99.240 Einwohner wahlberechtigt. Die Landtagswahl am 14. Oktober 2018 hatte folgendes Ergebnis:
| Direktkandidat       | Partei               | Erststimmen in % | Gesamtstimmen in % | Veränderung der Gesamtstimmen im Vergleich zur Landtagswahl 2013 in % |
| -------------------- | -------------------- | ---------------- | ------------------ | --------------------------------------------------------------------- |
| Thomas Huber         | CSU                  | 36,1             | 36,0               | - 11,8                                                                |
| Doris Rauscher       | SPD                  | 12,1             | 10,6               | - 11,4                                                                |
| Markus Erhorn        | Freie Wähler         | 8,2              | 8,8                | + 2,0                                                                 |
| Thomas von Sarnowski | GRÜNE                | 21,1             | 21,7               | + 11,5                                                                |
| Alexander Müller     | FDP                  | 6,7              | 6,7                | + 2,5                                                                 |
| Heinz Fröhlich       | LINKE                | 2,5              | 2,6                | + 1,3                                                                 |
| Robert Böhnlein      | BP                   | 2,7              | 2,5                | - 0,8                                                                 |
| Rosi Reindl          | ÖDP                  | 1,9              | 1,7                | - 0,2                                                                 |
| -                    | PIRATEN              | -                | 0,2                | - 1,4                                                                 |
| Hilmar Sturm         | AfD                  | 7,1              | 7,3                | + 7,3                                                                 |
| Afra Held            | mut                  | 0,5              | 0,5                | + 0,5                                                                 |
| -                    | Die Humanisten       | -                | 0,1                | + 0,1                                                                 |
| Simon Brunner        | Die Partei           | 0,8              | 0,6                | + 0,6                                                                 |
| -                    | Gesundheitsforschung | -                | 0,1                | + 0,1                                                                 |
| -                    | Tierschutzpartei     | -                | 0,4                | + 0,4                                                                 |
| Yasemin Capan        | V-Partei³            | 0,3              | 0,3                | + 0,3                                                                 |

Neben dem direkt gewählten Stimmkreisabgeordneten Thomas Huber (CSU) wurde die SPD-Kandidatin Doris Rauscher über die Bezirksliste ihrer Partei gewählt.

## Landtagswahl 2013
Die Landtagswahl 2013 hatte im Stimmkreis Ebersberg folgendes Ergebnis: Dabei waren insgesamt 96.011 Einwohner wahlberechtigt. Die Wahlbeteiligung betrug 70,9 %.
| Direktkandidat      | Partei       | Erststimmen in % | Gesamtstimmen in % | +/- Gesamtstimmen ggü. 2008 in %-P. |
| ------------------- | ------------ | ---------------- | ------------------ | ----------------------------------- |
| Thomas Huber        | CSU          | 46,2             | 47,8               | + 6,7                               |
| Doris Rauscher      | SPD          | 19,9             | 21,9               | + 4,8                               |
| Wilfried Seidelmann | Freie Wähler | 7,7              | 6,8                | - 2,6                               |
| Waltraud Gruber     | GRÜNE        | 11,7             | 10,2               | - 3,2                               |
| Renate Will         | FDP          | 4,7              | 4,2                | - 6,5                               |
| Johannes Keller     | LINKE        | 1,4              | 1,3                | - 1,7                               |
| Frank Senftleben    | ÖDP          | 1,7              | 1,9                | - 0,2                               |
| Wolfgang Wengle     | REP          | 0,9              | 0,8                | 0,0                                 |
| Christian Eckert    | BP           | 3,9              | 3,3                | + 1,8                               |
| -                   | BüSo         | -                | 0,0                | 0,0                                 |
| -                   | Die Freiheit | -                | 0,1                | n.k.                                |
| Maren Kammler       | PIRATEN      | 1,7              | 1,6                | n.k.                                |

## Landtagswahl 2008
Bei der Landtagswahl 2008 waren im Wahlkreis 92.013 Einwohner wahlberechtigt. Die Wahlbeteiligung betrug 65,8 %. Die Wahl hatte folgendes Ergebnis:
| Direktkandidat     | Partei       | Erststimmen in % | Gesamtstimmen in % | Veränderung der Gesamtstimmen im Vergleich zur Landtagswahl 2003 in % |
| ------------------ | ------------ | ---------------- | ------------------ | --------------------------------------------------------------------- |
| Christa Stewens    | CSU          | 42,5             | 41,1               | - 21,7                                                                |
| Ralf Kirchner      | SPD          | 16,1             | 17,2               | - 1,2                                                                 |
| Benedikt Mayer     | GRÜNE        | 12,2             | 13,4               | + 3,7                                                                 |
| Georg Reitsberger  | Freie Wähler | 10,6             | 9,4                | + 7,4                                                                 |
| Thomas Fickenwirth | FDP          | 10,1             | 10,7               | + 7,4                                                                 |
| Thomas Scharl      | REP          | 0,7              | 0,8                | - 0,4                                                                 |
| Rosi Reindl        | ödp          | 2,3              | 2,1                | + 0,7                                                                 |
| Hubert Dorn        | BP           | 1,5              | 1,5                | + 1,2                                                                 |
| -                  | BüSo         | -                | 0,0                | 0,0                                                                   |
| Josef Schleipfer   | LINKE        | 3,0              | 3,0                | + 3,0                                                                 |
| Iris Sedran        | VIOLETTE     | 0,4              | 0,3                | + 0,3                                                                 |
| Stephan Steiniger  | NPD          | 0,5              | 0,5                | + 0,5                                                                 |